# Géofoncier
Le portail Géofoncier est un portail cartographique français créé par l'ordre des géomètres-experts. Il a été inauguré le 23 juin 2010 au 40e congrès national de cette profession. Il bénéficie depuis le 5 avril 2011 d'un niveau d'accès grand public.

## Contexte de mise en œuvre
La mise en ligne d'une version public du portail Géofoncier permet aux géomètres-experts de devancer l'application des préconisations de la directive Inspire portant sur les données géographiques entrant dans le thème "parcellaire cadastral".

## Données consultables
Le portail Géofoncier permet de consulter deux couches d'information produites et maintenues par les géomètres-experts français :
- Géolocalisants des travaux foncier réalisées par la profession (bornage, délimitation, division parcellaire...) ;
- Position des limites nouvelles issues des plans fonciers établis par les géomètres-experts (Référentiel Foncier Unifié).

## Description technique
Géofoncier utilise l'API du Géoportail de l'IGN pour permettre l'affichage de certaines couches du Référentiel à grande échelle.